# 蕭汝默
蕭汝默（1513年—1550年），字時言，號一泉，直隸河間府靜海縣人，軍籍，明朝政治人物。

## 生平
嘉靖十九年（1540年）庚子科順天府鄉試第一百六名舉人。嘉靖二十六年（1547年）中式丁未科會試第一百五十七名，登第三甲第八十八名進士。吏部觀政，授章丘知县，卒。

## 家族
曾祖蕭盤，衛經歷；祖父蕭韶，壽官；父蕭邦奇，母張氏。子应诏、应聘。